# Montrichardia arborescens
El arracacho o chupaya (Montrichardia arborescens) es una planta de la familia Araceae. En Venezuela se llama tegüe.

## Descripción
Hierba arborescente, de tallo recto, grisáceo, no se ramifica, en ocasiones tiene espinas y presenta cicatrices evidentes dejadas por las hojas que se van cayendo. Sus grandes semillas globosas flotan hacia las orilla para germinar.

## Distribución y hábitat
Se distribuye por Centro y Suramérica tropical, incluyendo las islas del Caribe. Crece en lugares anegados, donde alcanza cerca de 3 metros de altura. Forma extensas colonias tanto en aguas dulces como costaneras. Las cerradas colonias de arracacho favorecen la vida silvestre al ofrecer excelente refugio y alimento, pues sus semillas son muy apetecidas por algunos peces y otros animales semiacuáticos.

## Importancia económica y cultural

### Usos
- Medicinal

A pesar de que la química del género es desconocida a la planta se le dan usos diferentes: en la Amazonia su raíz pulverizada se utiliza como diurético podesoroso; sus semillas de agradable sabor se consumen cocidas o tostadas.
- Industrial

El tallo es empleado para pulpa en la elaboración de papel; las hojas maceradas son resolutivas y su savia es cáustica.